# Panimerus goodi
Panimerus goodi és una espècie d'insecte dípter pertanyent a la família dels psicòdids que es troba a Europa: és un endemisme d'Irlanda.